# 真獣下綱
真獣下綱（しんじゅうかこう、学名：Eutheria）あるいは正獣下綱（せいじゅうかこう）は、獣類に属する哺乳類の一群である。有胎盤類の他、ジュラマイアなどいくらかの絶滅分類群を含む。階級を付けない場合は真獣類、正獣類ともいう。なお、真獣類という語を獣亜綱（真獣亜綱）の意味で使う文献もあるが、ここでは真獣下綱を指すものとして扱う。

## 概要
有袋類と絶滅した近縁種を含んだ後獣下綱とは姉妹群である。
哺乳類の現生種はおよそ4300種だが、うち約4000が真獣下綱である。また生物地理的な分布においては、オーストラリア区に限られる原獣亜綱（カモノハシ目 / 単孔類）やオーストラリア区及び新北区、新熱帯区のみとなる後獣下綱（有袋類）などとは異なり、ほぼ全世界に分布している。

## 形態
有袋類との相違点を以下に述べる。
脳函
有袋類と比しても拡大が著しい。
歯
有袋類が基本的に50本の歯を持つのに対し、真獣下綱では44本となる。またともにトリボスフェニック（tribosphenic）型後臼歯を持つが、その形態は異なる。この大臼歯の数も、有袋類は4本であるが、真獣類では3本となる。
骨格
有袋類にある前恥骨（袋骨）を持たない。ただし、初期群には持つものもいる。
胎生
真獣下綱、後獣下綱はともに胎生であるが、真獣下綱は胎盤が形成される点が異なる。また、有袋類は膣及び子宮が一対であるのに対し、真獣下綱では膣は一つ、子宮はネズミ目やウサギ目を除いては一つに癒合している。

## 分類

### 上位分類
現生哺乳類の多数は有胎盤である。その他に、別の絶滅哺乳類の系統である単孔類と有袋類の2つが生き残る。真獣類を他と区別する点は妊娠中に胎児を胎盤を通して成長させることにある（有袋類であるフクロアナグマは例外的に胎盤を有する）。有性生殖をし、仔は充分に成長するまで母親に懐胎されている。近縁の後獣下綱と同じく胎生である。全ての大陸と全ての大洋にみられる。
- 原獣亜綱 Prototheria / Australosphenida
- 全獣類 Holotheria
  - 獣亜綱（真獣亜綱） Theria
    - †パッポーテリウム科 Pappotheriidae（†は絶滅）
    - 後獣下綱 Metatheria
      - 有袋上目 Marsupialia

    - 真獣下綱 Eutheria

### 有胎盤類
白亜紀の真獣類と有胎盤類
┏━ 有胎盤類以外の真獣類

┏━ 有胎盤類

● アジアの化石

○ 北米の化石

真獣類が1880年にトマス・ヘンリー・ハクスリーによって導入されたとき、その語はそれまで使われていた有胎盤類 (Placentalia) よりも範囲が広くされ、冠系統としての有胎盤類と有袋類よりも有胎盤類に近い絶滅種群が含まれる。
現在、有胎盤類は、有袋類・単孔類を除く現生哺乳類の最も新しい共通祖先とその子孫と定義される。これは一般に、真獣類より狭いクレードであり、真獣類と後獣類が分岐してから、有胎盤類が放散する以前に、有胎盤類に繋がる系統から分岐した原始的な真獣類が含まれない。
Maureen A O’Learyらによる研究では、有胎盤類の共通祖先は中生代と新生代の境目、いわゆるK-T境界の後に現れたとしている。

### 下位分類
知られている最古の真獣下綱に属する種が中国の白亜紀下層から出土したエオマイア・スカンソリアである。これは紛れも無い真獣類であったが、その臀部は充分に成長した仔を産むのには狭すぎる。このことから、初期の真獣類では、胎児の成長に胎盤の果たす役割は些細なものであったと結論付けられる。
その他にも有胎盤類ではない複数の絶滅分類群が報告されている。
また、現生群は全て有胎盤類であり、異節上目、アフリカ獣上目、真主齧上目、ローラシア獣上目という四つの大グループに分類される。このうち真主齧上目とローラシア獣上目は近縁で、北方真獣類（ボレオユーテリア）を形成する。これと残り二つのグループの分岐順には様々な説が存在した。遺伝子を解析した結果においても、使用する遺伝子によって結果が異なったからである。
しかしLINE配列の解析を行っていた東工大大学院の岡田典弘教授らのグループは祖先多型が存在し、その状態が解消される前に3つの系統がほぼ同時期に、急激に分岐したと結論付けた。
これらの3系統は、ミトコンドリアDNAと地理などの分析により1億2000万年から1億500万年前に分岐したとされる。
- （基盤的な化石真獣類）
  - †エオマイア属 Eomaia
  - †ササヤマミロス属 Sasayamamylos
  - †アジオリクテス類 Asioryctitheria
    - †アジオリクテス科 Asioryctidae
    - †ケナレステス科 Kennalestidae

  - †ザランブダレステス科 Zalambdalestidae
  - †マダガスカル獣目 Bibymalagasia
- 大西洋類 Atlantogenata
  - 異節上目 Xenarthra
    - 被甲目 Cingulata
    - 有毛目 Pilosa

  - アフリカ獣上目 Afrotheria
    - アフリカトガリネズミ目 Afrosoricida
    - イワダヌキ目（岩狸目） Hyracoidea
    - ハネジネズミ目（長脚目） Macroscelidea
    - ゾウ目（長鼻目） Proboscidea
    - ジュゴン目（海牛目） Sirenia
    - ツチブタ目（管歯目） Tubulidentata
- 北方真獣類 Boreoeutheria
  - 真主齧上目 Euarchontoglires
    - ヒヨケザル目（皮翼目） Dermoptera
    - ウサギ目（兎形目） Lagomorpha
    - サル目（霊長目） Primates
    - ネズミ目（齧歯目） Rodentia
    - ツパイ目（登木目） Scandentia

  - ローラシア獣上目 Laurasiatheria
    - ネコ目（食肉目） Carnivora
    - 鯨偶蹄目 Cetartiodactyla
    - コウモリ目（翼手目） Chiroptera
    - センザンコウ目（鱗甲目） Pholidota
    - 真無盲腸目 Eulipotyphla
    - ウマ目（奇蹄目） Perissodactyla

#### 過去の分類
かつては体型などから真獣下綱を化石種も含めて4つの「区」に分けていた。（†は目単位で化石種）
- 有爪区 Unguiculata
  - 食虫目
  - 皮翼目
  - 翼手目
  - 霊長目
  - †裂歯目 Tillodontia
  - †紐歯目
  - 貧歯目
  - 有鱗目（＝鱗甲目）
- 山鼠区 Griles
  - 齧歯目
  - 兎目
- 無足区 Mutica
  - 鯨目
- 猛獣有蹄区 Ferungulata  -  猛獣上目 Ferae
    - 食肉目

  -  原蹄上目 Protungulata
    - †髁節目
    - †滑距目
    - †南蹄目
    - †雷獣目
    - 管歯目

  -  近蹄上目 Paenungulata
    - †汎歯目
    - †恐角目
    - †異蹄目 Xenungulata
    - †火獣目
    - 海牛目
    - †束柱目
    - 長鼻目
    - †重脚目
    - 岩狸目

  -  中軸上目 Mesaxonia
    - 奇蹄目

  -  側軸上目 Paraxonia
    - 偶蹄目

有爪区は原始食虫類から直接分離したと考えられたもので、山鼠区はネズミとウサギの仲間を束ねたもの、体形が他の哺乳類と大きく異なるクジラは独立の区に入れられ、当時単系統と考えられてた有蹄類全般と体型的に近い食肉目は一つの区に束ねられていた。

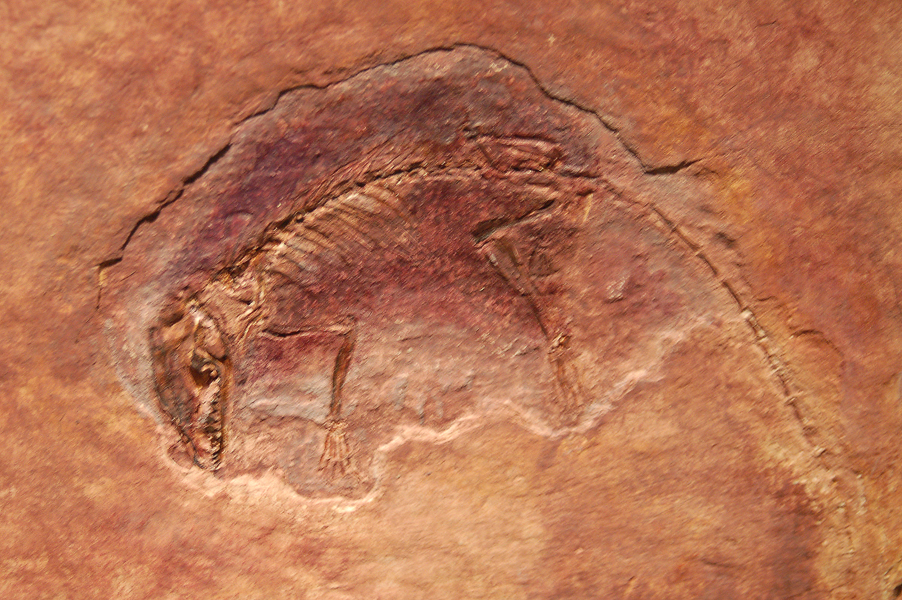
エオマイア化石
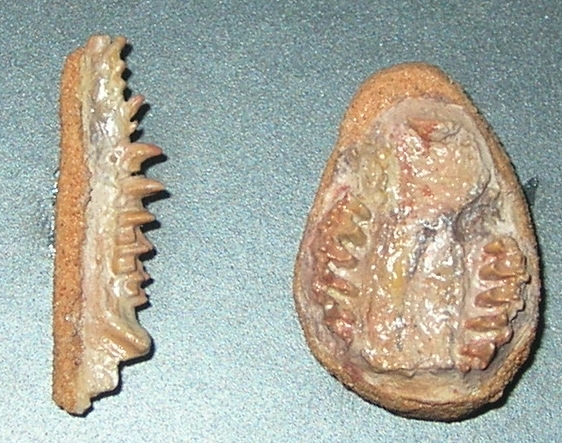
ザランブダレステス下顎
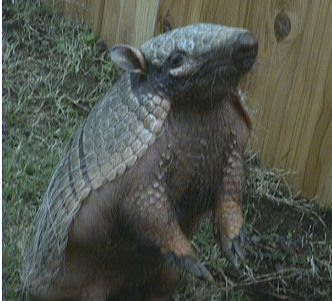
ムツオビアルマジロ（異節上目）
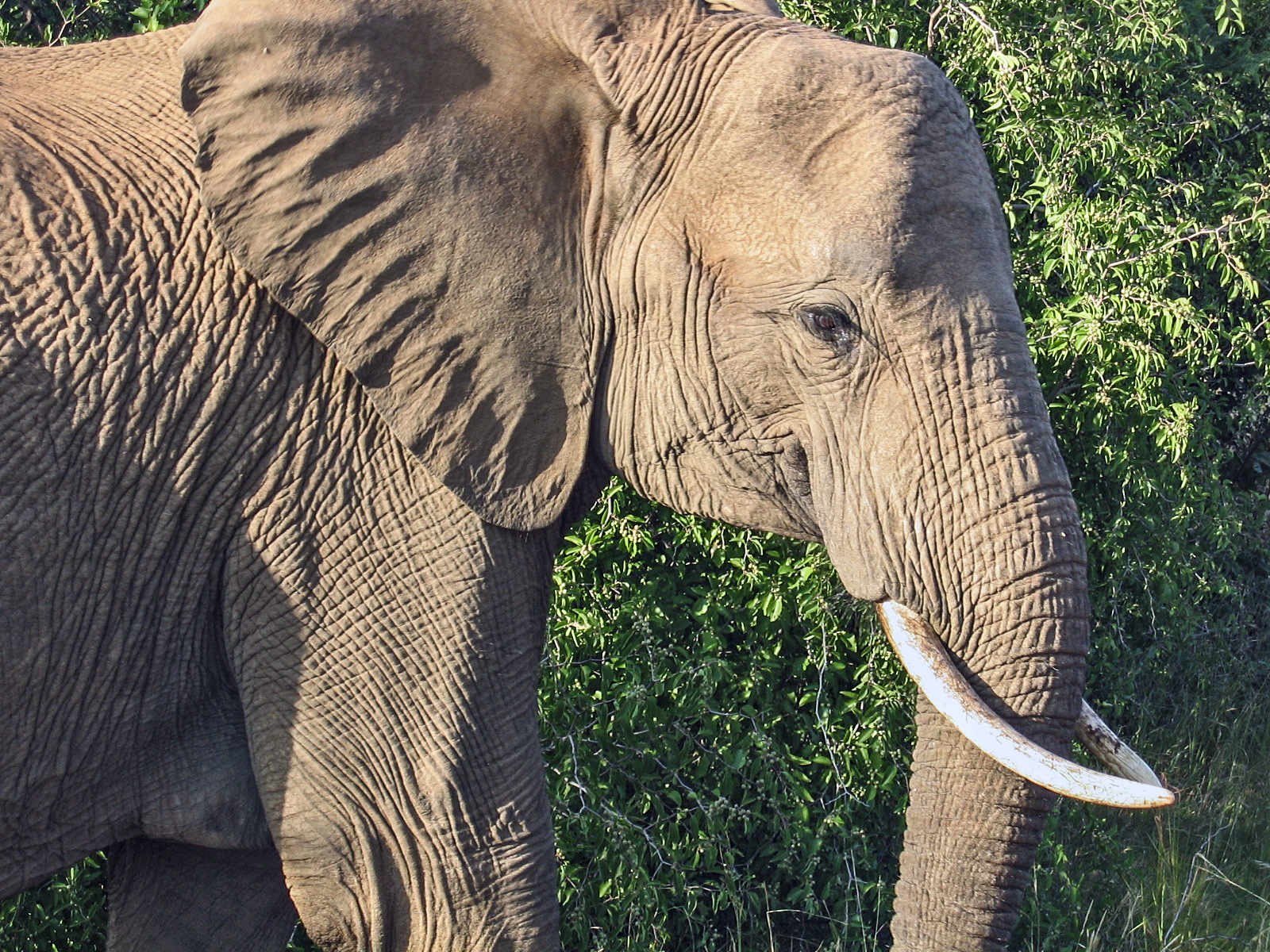
アフリカゾウ（アフリカ獣上目）
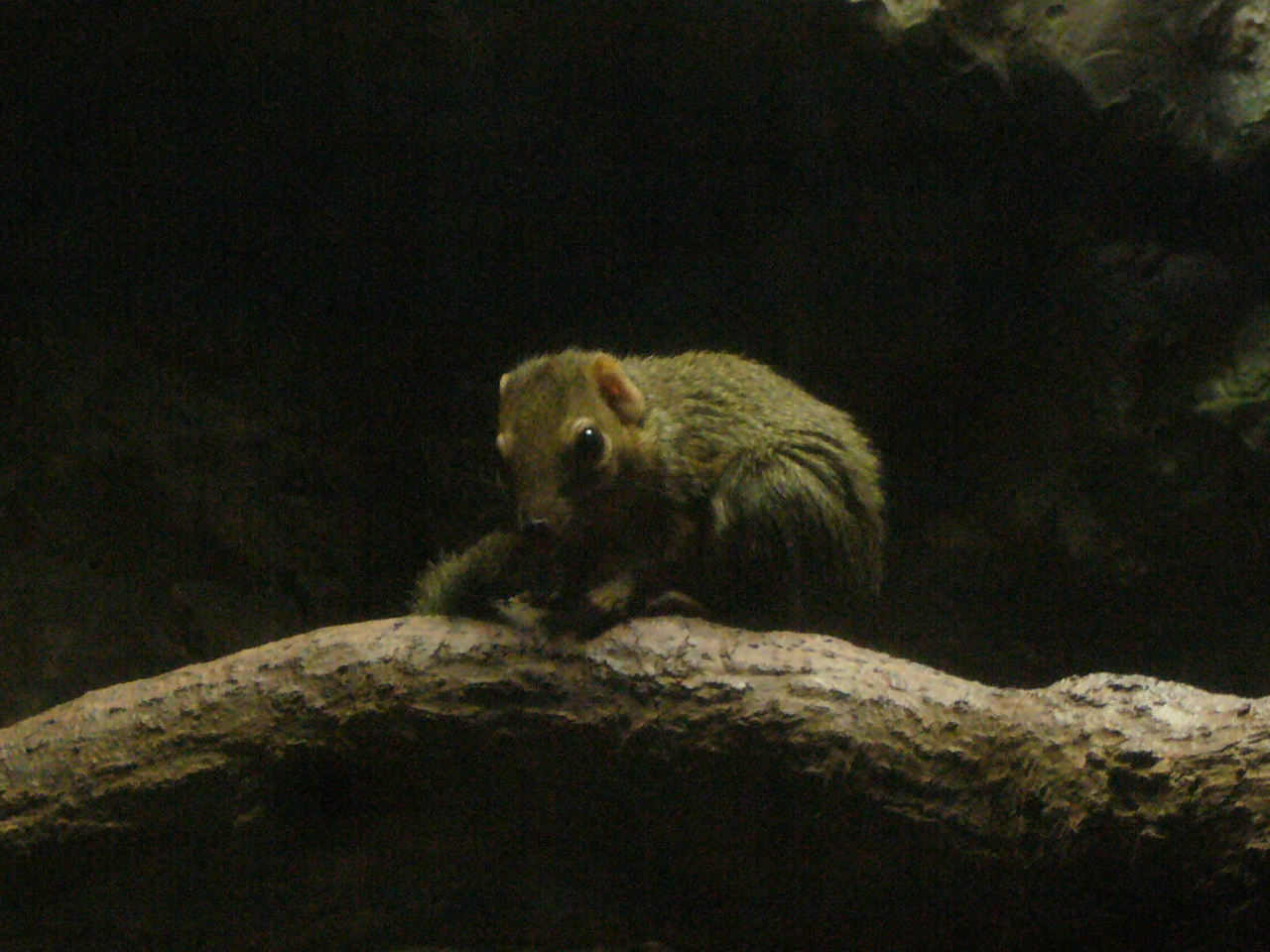
コモンツパイ（真主齧上目）
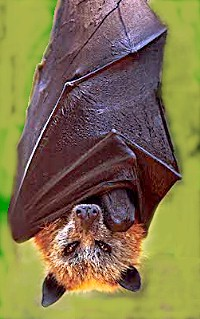
フィリピンオオコウモリ（ローラシア獣上目）